# Opius cingulatigaster
Opius cingulatigaster är en stekelart som beskrevs av Fischer 1968. Opius cingulatigaster ingår i släktet Opius och familjen bracksteklar. Inga underarter finns listade i Catalogue of Life.